# VI-SO
És el terme amb què la Europol (i per extensió totes les policies europees) denomina aquell tipus d'estratègies o comportaments dels grups criminals que es caracteritzen per exercir la intimidació o la violència sobre una societat concreta (VI-SO). Prové del terme anglès violence against society. L'estratègia que utilitzen els grups criminals també serveix a l'Europol per classificar-los. Sovint està relacionat o es confon amb el fenomen de les bandes de carrer.

## Característiques
Els grups criminals classificats com a VI-SO mitjançant la violència pretenen, per una banda, exibir el seu poder a la societat local; i de l'altra volen extreure'n algun benefici material. Amb aquesta estratègia marquen el seu territori i avisen que ningú interfereixi en els seus assumptes. La violència d'aquests grups no passa desapercebuda a les instàncies policials i judicials, que poden detectar-la fàcilment. Alguns d'aquests grups, però, tenen prou influència sobre la societat local com per evitar ser processats gràcies a la por que exerceixen sobre les persones, que no s'atreveixen a denunciar-los.
Una característica fonamental és que acostumen a exercir un domini molt territorial, fet que comporta sovint conflictes violents amb altres grups criminals del mateix tipus amb els quals competeixen pel mateix espai. En alguns casos, fins i tot, es pot arribar a donar la perversa situació que la població local percebi que la presència d'un d'aquests grups té certs avantatges, com ara evitar algunes de les activitats criminals de l'altre. De fet aquests grups criminals no s'amaguen de la societat, ja que aquesta ostentació és una de les seves fortaleses. Aquesta visibilitat en ple espai públic provoca sovint que la societat es refereixi a la seva violència com si fos un fenomen abstracte, etiquetant-la amb un nom genèric, oblidant que de fet són uns actes planificats i executats per criminals organitzats i concrets.
Una de les conseqüències pernicioses és que els grups criminals VI-SO sovint construeixen una vinculació entre l'etnicitat o la nacionalitat de determinats grups socials marginats amb la violència genèrica socialment percebuda, fent-ne una identitat col·lectiva de la qual els membres criminals estan orgullosos. Després, aquest fet els permet establir una xarxa de contactes basada en aquests grups ètnics o nacionals que els serveix per ampliar la xarxa de la seva activitat criminal. Un exemple acostumen a ser les xarxes locals de distribució de drogues.

## El seu rol en el crim organitzat
Aquests grups criminals actualment en creixement ja no s'han de preocupar de construir la complexa estructura de proveïment i transport dels seus productes il·lícit (drogues, contraban, falsificacions, etc.) com havien de fer abans. Avui dia aquests grups locals són subministrats per grups més importants que formen part dels grans hubs criminals de la Unió Europea, els quals són els qui s'encarreguen del transport transcontinental d'aquests béns il·legals i la distribució entre els grups criminals més locals, els quals s'encarreguen de la posterior venda al públic consumidor.

## Estratègies secundàries
Les organitzacions criminals que actuen segons els comportaments VI-SO a vegades també poden adoptar una de les estratègies VI-LE, IN-LE o IN-SO.